# La Fiancée du vent
La Fiancée du vent (Die Windsbraut) ou La Tempête est une peinture expressionniste de 1913-1914 d'Oskar Kokoschka. Cette peinture à l'huile sur toile est conservée au Kunstmuseum de Bâle.

## Histoire
En 1912, Kokoschka rencontre pour la première fois Alma Mahler, l'épouse récemment veuve du compositeur Gustav Mahler. Une histoire d'amour passionnée s'ensuit, et l'artiste réalise de nombreux dessins et peintures de sa muse.
La rupture du couple en 1914 a eu un effet profond sur Kokoschka, dont le coup de pinceau expressif est devenu plus turbulent.
Lorsque Kokoschka a peint ce tableau, le poète Georg Trakl lui a rendu visite presque quotidiennement et a fait l'éloge du tableau dans son poème Die Nacht (« La Nuit »).

## Description
L'œuvre la plus connue de Kokoschka, c'est un tableau allégorique présentant un autoportrait de l'artiste, couché aux côtés de son amante Alma Mahler.
Le tableau représente Mahler dans un sommeil paisible aux côtés de Kokoschka, qui est éveillé et regarde fixement dans le vide et entrelace ses doigts dans une lente angoisse.
Les deux amants flottent sur un nuage orageux (d'où le nom de La Tempête), faisant référence à leur relation orageuse pleine de jalousie, de querelles et de frictions.
Dans cette œuvre, Kokoschka va au-delà du caractère purement figuratif et anecdotique pour exprimer un contenu intérieur.
Le tableau est peint dans des couleurs douces et tendres, avec une prédominance du bleu, la couleur de la tristesse. Le corps d'Alma montre des coups de pinceau doux, comme si c'était le seul geste de tendresse que l'auteur lui adressait ; tout le reste est fait de mouvements brusques. L'harmonie chromatique est régie par les contrastes lumineux entre les roses et les jaunes avec le bleu prédominant, dont les variations sont infinies.
Bien que la composition semble chaotique à première vue, sa structure, basée sur des diagonales, délimite cinq grandes zones dans le tableau. L'expressivité des coups de pinceau est l'élément plastique le plus frappant, car ils sont dirigés simultanément dans toutes les directions.